# Muscat de Mireval

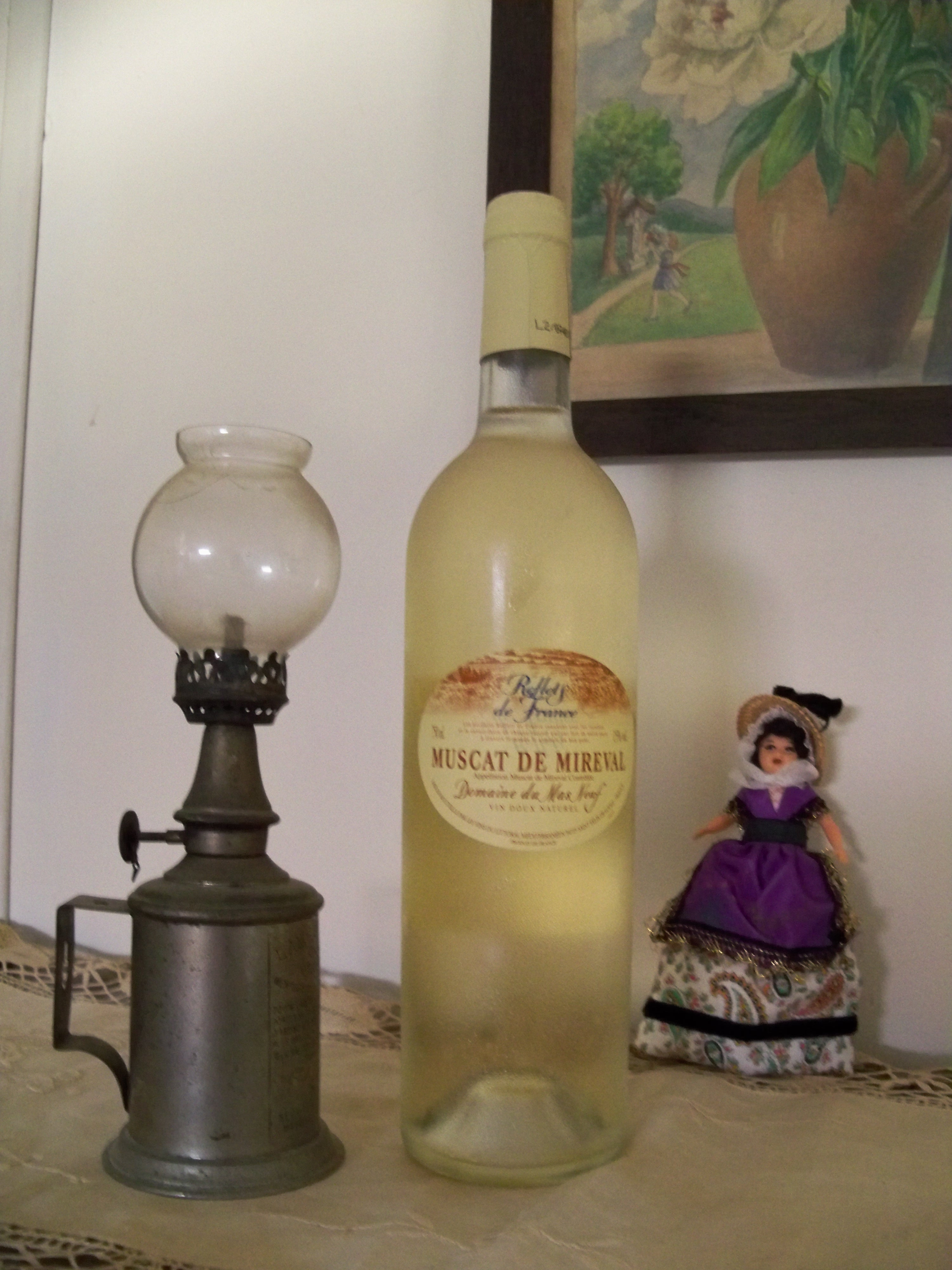
Flasche mit Muscat de Mireval

Muscat de Mireval ist ein französischer Süßwein im Languedoc, der zur Familie der Vin Doux Naturel gehört. In den Gemeinden Mireval und Vic-la-Gardiole wird ein süßer Muscat-Wein erzeugt. Das Gebiet liegt etwa auf halbem Weg zwischen Montpellier und Agde im Département Hérault, nur einige Kilometer von der Küstenstadt Sète entfernt. Das Gebiet liegt in unmittelbarer Nachbarschaft zum Muscat de Frontignan.
Die Weinberge liegen an Hanglagen des Montagne de la Gardiole. Die südöstlich ausgerichteten Lagen sind durch die Hügelkette vor den kalten Nordwinden der Region gut geschützt. Der Boden gehört zum Erdzeitalter der Malm (Kimmeridgium und Oxfordium) und besteht aus einem stark eisenhaltigen Lehm, der dadurch rot gefärbt ist. Der Lehm ist von Kalkstein durchsetzt. Im Süden des Gebiets ist der Kalkanteil extrem hoch, so dass man auf sehr kalkverträglich Unterlagsreben zurückgreifen muss.
Die Vorschrift verlangt, dass der Most mindestens 252 Gramm Zucker pro Liter (siehe Mostgewicht) enthält, was bereits einem Ausleseniveau entspricht. Seine Alkoholische Gärung wird durch den Zusatz von 95-prozentigem Ethanol beendet. Dabei müssen dann mindestens 125 Gramm unvergorener Zucker pro Liter im Wein verbleiben. Der Basisertrag liegt mit 28 hl/ha sehr niedrig. Diese Regel wird im Gegensatz zu anderen Gebieten fast ständig eingehalten, so dass der Ertrag bei 27–29 hl/ha liegt.
Der Muscat de Mireval besitzt bereits seit dem 28. Dezember 1959 seine eigene Appellation d’Origine Contrôlée (kurz AOC), für den ausschließlich die Muskateller-Rebsorte Muscat blanc à petits grains zugelassen ist.
Seit Einführung der Appellation hat sich die Rebfläche mehr als versechsfacht. Im Mittel werden auf 290 Hektar Fläche ca. 8.000 Hektoliter Wein erzeugt. 70 Winzer sind der lokalen Winzergenossenschaft angeschlossen. Daneben vermarkten sieben Winzer ihre Produkte selbst.